# Elvin Ordubadlı
Elvin Ordubadlı (volledige naam: Elvin Ramazan Oğlu Quliyev) (Ordubad, 1 november 1989 - Bakoe, 25 december 2015) was een Azerbeidzjaans zanger. Hij was bekend van zijn deelname aan het Türkvizyonsongfestival 2014.

## Biografie

### Carrière
Ordubadlı werd bekend bij het publiek door het uitbrengen van zijn eerste album. Dit gebeurde in 2002. Een jaar later won hij een muziekwedstrijd van tv-zender Can Azərbaycan. In 2011 voltooide hij zijn opleiding aan de Azerbaijan State University.
In 2014 won Ordubadlı het eerste seizoen van Azәrbaycanın sәsi, een The Voice-concept van Azad Azərbaycan TV. Hierdoor verwierf hij het recht om zijn vaderland te vertegenwoordigen op het Türkvizyonsongfestival 2014. Hier zong hij het lied Divlerin yalqizliği dat deels in het Azerbeidzjaans en deels in het Turks gezongen werd. In eerste instantie zou hij niet doorstoten tot de finale, maar nadat de resultaten van de juryleden werden gepubliceerd kwam men tot een opmerkelijke vaststelling. Zo had het Turkmeense jurylid 5 punten aan eigen land gegeven en had Bosnië en Herzegovina 3 punten gekregen die het land normaal niet zo hebben. Hierdoor zou Azerbeidzjan uitgeschakeld zijn. Na overleg werd beslist om de benadeelde landen toch door te laten, waardoor Elvin Ordubadlı zijn lied in de finale opnieuw ten gehore mocht brengen. In de finale eindigde Azerbeidzjan uiteindelijk op een negende plaats.

### Overlijden
Ordubadlı stierf op 26-jarige leeftijd in een ziekenhuis in Bakoe als gevolg van de ernstige verwondingen die hij had opgelopen na het springen van de 23ste verdieping van een appartementsgebouw. Ordubadlı was getrouwd en had twee dochters.
2013: Farid Hasanov · 
2014: Elvin Ordubadlı · 
2015: Mehman Tagiyev ·
2020: Aydan İlxaszade